# Eriococcus crofti
Eriococcus crofti är en insektsart som beskrevs av Walter Wilson Froggatt 1916. Eriococcus crofti ingår i släktet Eriococcus och familjen filtsköldlöss. Inga underarter finns listade i Catalogue of Life.